# رودي جومبي
رودي جومبي (بالفرنسية: Rudy Jomby)‏ مواليد 21 مايو 1988 في لاروش سور يون، فرنسا، هو لاعب كرة سلة فرنسي. بدأ مسيرته الاحترافية في سنة 2006. يلعب مع شوليه باسكت في الدوري الفرنسي لكرة السلة الدرجة الأولى. يحمل الرقم 6. يبلغ طوله 6 قدم 6 بوصة (2.0 م).

## المسيرة الاحترافية
لعب مع إس تي بي لو هافر في الدوري الفرنسي من سنة 2006 إلى 2010، ثم لعب مع بي سي إم جرافيلين من سنة 2010 إلى 2012، ثم لعب مع شوليه باسكت في الدوري الفرنسي في سنة 2012.

## روابط خارجية
- رودي جومبي على موقع الاتحاد الدولي لكرة السلة (الإنجليزية)
- رودي جومبي على موقع كرة السلة الأوروبية.كوم (الإنجليزية)
- رودي جومبي على موقع ريلجم (الإنجليزية)
- رودي جومبي على موقع بروبوليرز (الإنجليزية)
- رودي جومبي على موقع سبورتس رفرنس (الإنجليزية)